# Gālī Lālish
Gālī Lālish (kurdiska: Gelyê Lalish, گەليێ لالش) är ett bergspass i Irak.   Det ligger i distriktet Shekhan och provinsen Ninawa, i den norra delen av landet, 400 km norr om huvudstaden Bagdad. Gālī Lālish ligger 717 meter över havet.
Gālī Lālish är en viktig religiös plats för yezidier. 